# Жарти про тещу або свекруху

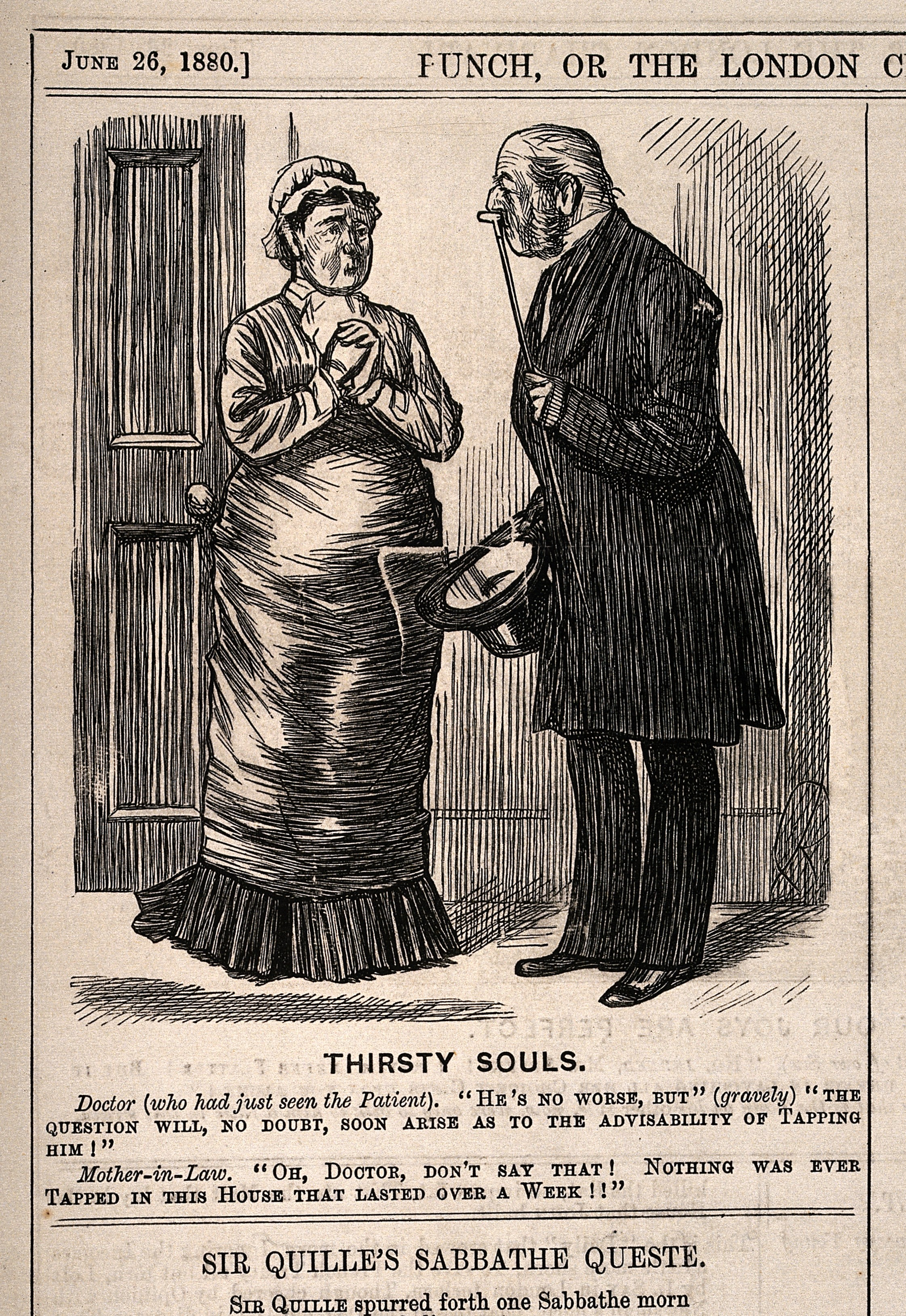
Лікар повідомляє тещі свого пацієнта, що йому, можливо, доведеться вдатися до (tapping) розпилювання — вона неправильно розуміє, що він має на увазі вживання алкоголю (tapping alcohol). Гравюра на дереві Чарльза Кіна, 1880 рік.

Жарти про тещу або свекруху (англ. jokes about one's mother-in-law) — жарти, гумор яких базується на передумові, що звичайна теща часто вважає свого зятя непридатним для її доньки, або свекруха — невістку непридатною для її сина, і зазвичай містить стереотип, що тещі, як правило, грубі, владні, неприємні та/або непривабливі.
Британські коміки, такі як Лес Доусон і Джим Девідсон, часто використовували їх, і багато телевізійних комедій зображали стереотипних тещ/свекрух.
Є докази, що цей тип жартів походить ще з римських часів: у сатирі VI Ювенала йдеться про те, що не можна бути щасливим, поки жива теща/свекруха. Більшість таких жартів легко перекладаються іншими мовами та зрозумілі в більшості європейських культур.
У книзі про карикатури, написаній Дейвом Брегером, автор перераховує «втомлені ґеґи» (англ. tired gags) і дає поради щодо їх використання.
Дослідження серед тещ/свекрух, проведене Памелою Коттерілл, показало, що «їх, як правило, не засмучували жарти, оскільки вони здавалися настільки надуманими, що їх не можна було застосувати, але вони не вважали їх смішними». Коттерілл також виявила, що невістки теж не вважали їх смішними, головним чином тому, що вони знали, що одного дня ці жарти можна буде застосувати до них.
Деякі люди вважають такі жарти образливими. Відомий випадок у лондонському районі, де в 2010 році брошура під назвою «Культурна обізнаність: загальні проблеми» рекомендувала не використовувати їх. У листівці зазначається, що «жарти про тещу/свекруху, які самі по собі є образливими сексистськими, також можуть розглядатися як образливі на тій підставі, що вони не поважають старших чи батьків».

## Приклади
Стереотип часто зображують у фільмах і популярних розважальних програмах. Деякі приклади:
- Віола Філдс (Джейн Фонда) у фільмі Якщо свекруха — монстр.
- Марі Бароне (Доріс Робертс) у ситкомі «Усі люблять Реймонда».
- Адель Дельфіно (Селія Вестон) у телесеріалі «Відчайдушні домогосподарки».
- Ендора (Агнес Мурхед) у ситкомі «Зачарована» — відьма, яка не задоволена рішенням своєї доньки вийти заміж за нормальну людину, і часто використовує свою магію, щоб завдати йому неприємностей.
- Норма Спікмен (Ліз Сміт) у ситкомі «Сімейка Ройлів», яка любить цькувати зятя Джима.
- Олівія Джефферсон (Зара Каллі) у ситкомі «Джефферсони» часто принижує свою невістку Луїзу.
- Місіс Маркус (Етель Мерман) у фільмі «Цей шалений, шалений, шалений, шалений світ» часто лає свого зятя Рассела Фінча (Мілтон Берл), майже постійно скаржиться та дратує більшість інших героїв фільму.
- Місіс Гібсон (Етель Оуен) у різних епізодах телешоу «Молодята».
- Перл Слагхупл у мультсеріалі «Сімейство Флінстоунів» часто розмірковує про те, чому її дочка Вільма вийшла заміж за Фреда Флінстоуна.